# Clube Atlético Tubarão
O Clube Atlético Tubarão é um clube de futebol brasileiro com sede na cidade de Tubarão, em Santa Catarina. Atualmente disputa o Campeonato Catarinense - Série B.

## História

### Fundação
Fundado em 14 de abril de 2005 pela Associação Amigos do Esporte como "Associação Cultural Recreativa e Esportiva Cidade Azul", preencheu o espaço deixado pelo extinto Tubarão Futebol Clube. O seu nome foi sugerido pelo advogado Clóvis Damasceno, ex-presidente da Liga Tubaronense de Futebol.
O clube começou bem a sua história no cenário catarinense. Logo em sua primeira competição, a Série B1 do Campeonato Catarinense 2005, equivalente à terceira divisão, venceu bem o primeiro turno. Foram oito vitórias e apenas uma derrota em nove jogos. Na final, bateu o Operários Mafrenses e o título veio junto com uma vaga na semifinal geral do campeonato. No segundo turno, o time não repetiu a boa campanha do primeiro e terminou na sexta colocação. Mesmo assim se classificou para as quartas-de-final. O Cidade Azul parou na semifinal do returno. No entanto, isso não foi um problema, já que o time estava automaticamente classificado para a semifinal geral do campeonato contra o Figueirense B. O Figueira venceu os dois jogos e foi para a final. Mas como a Federação não permite o acesso de times reservas, ou os chamados “times B”, e a vaga para a Série A2 de 2006 caiu no colo do Cidade Azul.

### Busca pelo acesso
A Série A2 de 2006, que depois passou a ser chamada de Divisão Especial, reunia os clubes que não estavam no Campeonato Brasileiro da Série A (Figueirense) e B (Avaí), mais os dois primeiros colocados da Série B1 de 2005 (Cidade Azul e Próspera), totalizando 12 equipes. Nesta competição ou o time subia para a elite ou caía para a Divisão de Acesso.
A pressão de encarar times de tradição como Criciúma e Joinville foi grande e o Cidade Azul não resistiu. Somou apenas nove pontos em 11 jogos e ficou no 11º lugar, o penúltimo da competição, caindo para a divisão de acesso de 2007 apenas por ter sofrido mais gols que o Brusque.
Em 2007 as coisas mudaram no Tubarão. Rotina para os times pequenos, devido ao calendário, o clube entrou em campo apenas no segundo semestre, em julho. A batalha na Divisão de Acesso começou no dia 8 de julho: vitória por 1 a 0 sobre o Ferroviário Capivariense. O restante da 1ª fase foi razoável, o bastante para se classificar e vencer o primeiro turno, que dava direito a uma vaga na final do campeonato.
No segundo turno, a história se repetiu e o time de Tubarão levantou a taça. Ao vencer os dois turnos sagrou-se campeão da Divisão de Acesso 2007 e conquistou a tão sonhada vaga na elite do futebol catarinense em 2008.

### Mudança do Nome
Antes do início do Campeonato Catarinense de 2008, a torcida decidiu protestar. Não aceitava mais o nome Cidade Azul. Torcedores se identificavam mais com o nome ligado à cidade. Com isso, a diretoria se mexeu e deu início ao processo para a mudança do nome do clube para Clube Atlético Tubarão.
No entanto, para conseguir a certidão negativa junto à FCF e mudar o nome, o clube teve que quitar débitos com INSS e Receita Federal. Os débitos foram quitados e o nome foi alterado junto à FCF.

### Rebaixamento e briga pelo acesso
O Atlético Tubarão foi rebaixado do Campeonato Catarinense em 2009, quando ficou na décima e última colocação, com apenas cinco pontos.
Nos anos seguintes o Peixe chegou a beliscar o acesso quatro vezes: em 2010 foi terceiro colocado com 37 pontos. Em 2011 novamente em terceiro, com 34 pontos. Em 2012 ficou em quarto lugar, com 28 pontos. Em 2013 ficou com o terceiro lugar, com 33 pontos. Em 2014 ficou em quinto, com 28 pontos, e em 2015, quando perdeu a vaga no saldo de gols, ficou em terceiro, com 36 pontos.

### Parceria com a empresa K2 Soccer
Em 2015 o Clube Atlético Tubarão se uniu a empresa K2 Soccer S/A que também possui um time nos Estados Unidos chamado Elm City Express, iniciando um projeto inovador. Com objetivo de modernizar e estruturar todos os setores investindo na qualificação, tem por meta trazer time a Série B até 2025. Estruturada através de uma SPE (Sociedade de Propósito Específico), a união visa preservar receitas para o Clube e potencializar a capacidade de investimento no futebol, fomentando a profissionalização e a busca por novos negócios. Atendendo ao escopo inovador, o Clube foi transformado em empresa (CLUBE ATLÉTICO TUBARÃO SPE LTDA) e incubado na Universidade do Sul de Santa Catarina (UNISUL), se tornando, assim, o primeiro Clube startup do Brasil. A SPE tem previsão de duração de 20 anos, prorrogáveis por mais 20, com o propósito de fazer o Atlético crescer e se tornar um exemplo nacional de governança e gestão esportiva. A K2 Soccer ficou com 99% das ações da nova empresa, enquanto o antigo clube Atlético Tubarão ficou o 1% restante.
Finalmente em 2016, o Atlético conseguiu antecipadamente o acesso à elite do futebol catarinense no dia 30 de outubro de 2016 ao golear a equipe do Porto por 9 a 1 no estádio Heriberto Hulse, em Criciúma. Na disputa das finas da Série B, perdeu para o Almirante Barroso por 3 a 1 no estádio Camilo Mussi e ganhou em casa por 1 a 0, ficando o título com a equipe de Itajaí.

### Campeonato Catarinense, Copa SC e Acesso a Série D
Em 2017, após um mau início de Campeonato Catarinense, o clube se firmou e terminou a competição em sexto lugar conquistando assim a vaga para a Série D. No mesmo ano o Atlético Tubarão conquistou a Copa Santa Catarina, título mais importante de sua história, dando o direito de disputar a Copa do Brasil no ano seguinte. No ano de 2018 o clube surpreendeu terminando o Catarinense em terceiro lugar e ao avançar de fase na Copa do Brasil eliminando o América-RN em casa, e na segunda fase ao fazer um jogo equilibrado com o Atlético Paranaense na Arena da Baixada, sendo eliminado com um gol nos acréscimos pelo placar de 5 a 4.

### De emergente, à última divisão estadual
Em 2019, somente não conquistou o acesso da Série D para a Série C do Campeonato Brasileiro, pois foi prejudicado pela arbitragem. A partir daí tudo começou a dar errado no Tubarão.
Em 2020 foi rebaixado no Campeonato Catarinense, tendo tido uma participação modesta na Série B de 2021. E em 2022, a campanha foi uma tragédia, culminando com o rebaixamento para a última divisão.
Em 2023, o clube terminou a primeira fase da Série C na liderança com 14 pontos, na semifinal passou pelo Porto-SC e na final, a equipe conquista o título sobre o BEC após empate de 1 a 1 em Tubarão e vitória de 2 a 1 em Blumenau.

## Estádio
O Clube Atlético Tubarão joga suas partidas no estádio Domingos Silveira Gonzales que pertencia à Rede Ferroviária Federal e hoje é patrimônio da União. Originalmente o estádio abriga 1.706 pessoas, mas com instalação de arquibancadas móveis o número foi elevado para 3.000 Pessoas.

## Títulos
| ESTADUAIS | ESTADUAIS                        | ESTADUAIS | ESTADUAIS   |
|           | Competição                       | Títulos   | Temporadas  |
|           | Copa Santa Catarina              | 1         | 2017        |
|           | Campeonato Catarinense - Série C | 2         | 2007 e 2023 |
| --------- | -------------------------------- | --------- | ----------- |

Campanhas de destaque
- 2º lugar no Campeonato Catarinense - Série B: 2016

## Estatísticas

### Participações
|  | Participações em 2025 |

| Competição     | Competição             | Temporadas | Melhor campanha       | Estreia | Última | P | R |
| Santa Catarina | Campeonato Catarinense | 6          | 3º colocado (2018)    | 2008    | 2020   |   | 2 |
| Santa Catarina | Série B                | 12         | Vice-campeão (2016)   | 2006    | 2025   | 2 | 2 |
| Santa Catarina | Série C                | 3          | Campeão (2007 e 2023) | 2005    | 2023   | 3 |   |
| Santa Catarina | Copa Santa Catarina    | 5          | Campeão (2017)        | 2013    | 2025   |   |   |
| Brasil         | Série D                | 3          | 11º colocado (2018)   | 2018    | 2020   | – |   |
| Brasil         | Copa do Brasil         | 2          | 2ª fase (2018)        | 2018    | 2019   |   |   |

## Torcidas Organizadas
Atualmente o clube tem a Batalhão Garra Tricolor como única torcida organizada.

## Elenco atual
Atualizado em 05 de Agosto de 2023

## Rivalidade
O clube tem como rival o Hercílio Luz Futebol Clube, clube também de Tubarão, com qual já brigou diretamente pelo acesso em 10 ocasiões e o Criciúma Esporte Clube também da região sul de Santa Catarina.